# SC Motor Zella-Mehlis

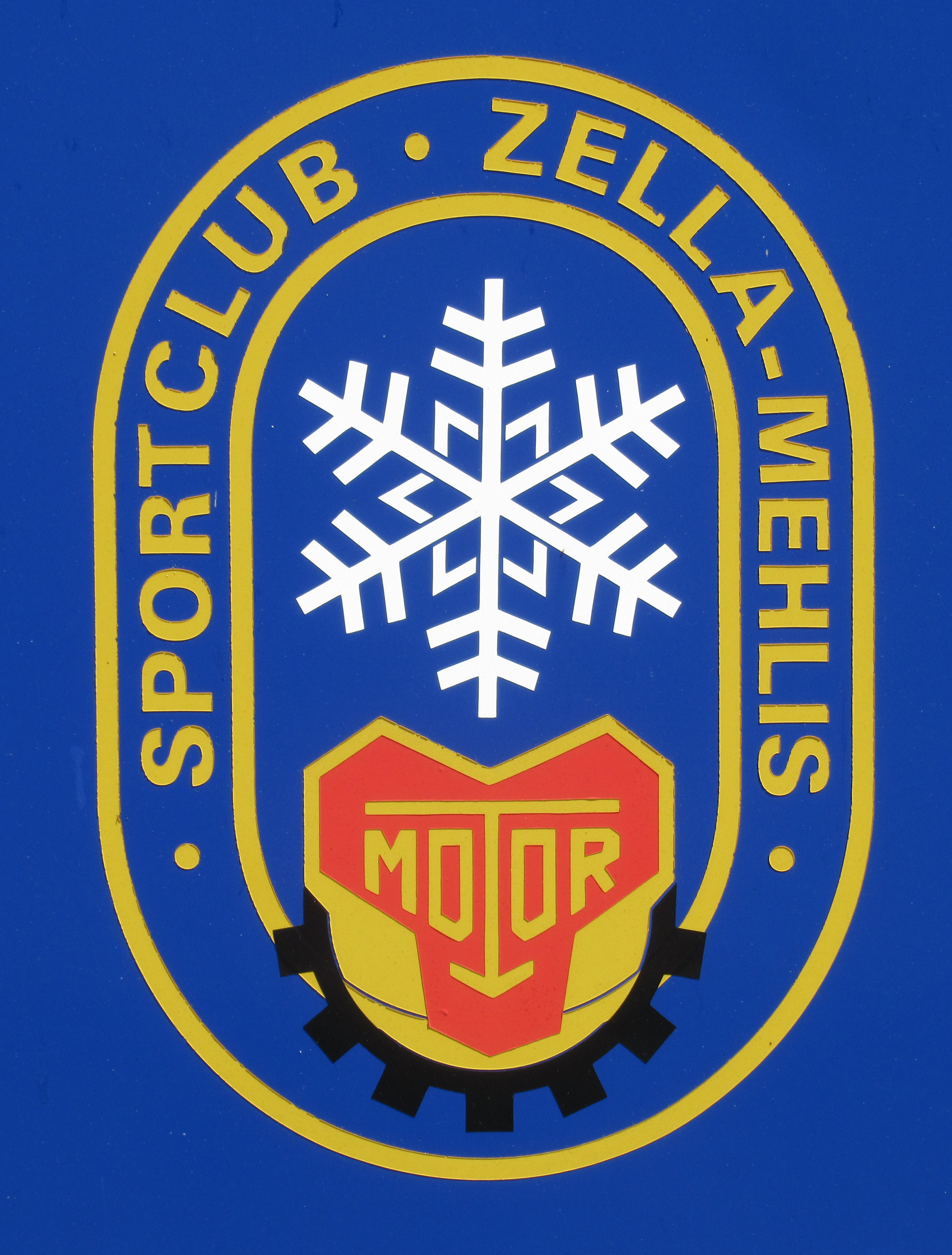
Logo

Der Sportclub Motor Zella-Mehlis ist (vor allem) ein Wintersportverein aus dem thüringischen Zella-Mehlis, aktiv auf den Gebieten Ski nordisch und Biathlon. Gegründet wurde er 1904 als Wintersportverein Zella. Seine heutigen Namen trägt der Verein seit seiner Neugründung als DDR-Sportclub 1954. Mit bisher vier Gold-, einer Silber- und fünf Bronzemedaillen bei Olympischen Winterspielen, drei Gold-, zwei Silber- und acht Bronzemedaillen bei Weltmeisterschaften sowie dem fünffachen Gewinn der Vierschanzentournee ist der Verein einer der erfolgreichsten deutschen Wintersportvereine.
Durch den Skisprungtrainer Hans Renner wurde hier 1954 das Mattenspringen entwickelt.

## Geschichte
Nachdem es bereits ab 1897 einen kurzzeitig bestehenden Vorläuferverein gab, wurde am 1. Oktober 1904 der Wintersportverein Zella als erster Wintersportverein Thüringens gegründet. Nach anfänglicher Teilnahme an lokalen Wettbewerben erreichten Sportler des Vereins bis zum Ausbruch des Ersten Weltkriegs Erfolge bis hin zu Deutschen Meisterschaften. Nach einer Unterbrechung infolge des Krieges konnte bereits im Dezember 1918 die Vereinstätigkeit wieder aufgenommen werden. Im Februar 1924 errang die Langlaufstaffel erstmals die Deutsche Meisterschaft.
Nachdem sich bereits 1919 die Orte Zella und Mehlis zusammengeschlossen hatten, folgte im Dezember 1924 der Zusammenschluss des Wintersportvereins Zella mit der Wintersportvereinigung Mehlis zum Wintersportverein Zella-Mehlis e. V. Ab Mitte der 1920er Jahre war der Skilangläufer Otto Wahl der wichtigste Sportler des Vereins und gehörte zu den besten deutschen Langläufern der folgenden Jahre. 1928 war er einer der ersten deutschen Olympiastarter im nordischen Skisport überhaupt. Auch in den nachfolgenden Jahren konnte der Verein noch verschiedene Erfolge verbuchen.
Nach dem Ende des Zweiten Weltkriegs begann im Jahr 1947 der organisierte Skisports neu. Im Oktober 1954 wurde der SC Motor Jena als DDR-Leistungssportzentrum in mehreren Sportarten gegründet. Aus dem Wintersportverein Zella-Mehlis wurde damit die Außenstelle für Skisport (Skilanglauf, Skisprung, Nordische Kombination) und Ringen des SC Motor Jena.

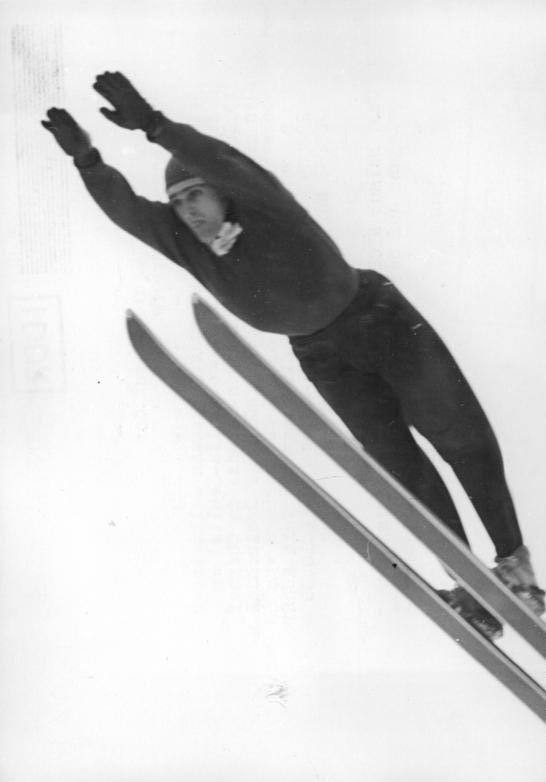
SC-Motor-Skispringer Helmut Recknagel

Im gleichen Jahr erfand der Skisprungtrainer Hans Renner die Nutzung von Kunststoffmatten für das Skisprungtraining in der schneelosen Zeit, nachdem die Zella-Mehliser Skispringer in der vorangegangenen Saison nur mäßige Leistungen gezeigt hatten. Damit wurde auch ein Grundstein für die späteren Skisprungerfolge des Vereins gelegt. 1954 nahmen auch erstmals nach dem Zweiten Weltkrieg wieder Sportler des Vereins an Weltmeisterschaften, ab 1956 auch an Olympischen Spielen teil. Seither war der Verein bei allen nachfolgenden Olympischen Winterspielen und Nordischen Skiweltmeisterschaften vertreten. Der Skispringer Helmut Recknagel war bei den Olympischen Winterspielen 1960 der erste Olympiasieger des Vereins. 1961 und 1965 erzielte Peter Lesser zweimal einen Skiflug-Weltrekord mit 141 bzw. 145 Metern. In den 1960er und 1970er Jahren konnten gleich drei Skispringer des Vereins die Vierschanzentournee gewinnen. Neben Helmut Recknagel (zweimal) waren dies Horst Queck und Rainer Schmidt (zweimal). 1980 wurde Veronika Hesse-Schmidt erste deutsche Skilanglauf-Weltmeisterin. Der DDR-Skisprungjugendmeister von 1964 Reinhard Heß arbeitete in den siebziger und achtziger Jahren als Trainer beim Verein, ab 1988 als Cheftrainer der DDR-Skispringer und von 1993 bis 2003 als Bundestrainer Skisprung des DSV.
1985 wurde der Langlauf-Jugendtrainer Henner Misersky fristlos entlassen, weil er sich weigerte, den von ihm trainierten Langläuferinnen (darunter seine Tochter Antje) männliche Hormone als Dopingmittel zu verabreichen. Henner und Antje Misersky setzten sich nach dem Ende der DDR für die Aufklärung des DDR-Dopingprogramms ein und wurden vielfach geehrt.
Seit 1997 starten auch Biathleten für den SC Motor Zella-Mehlis. Hier war Kati Wilhelm seit 2001 die erfolgreichste Sportlerin des Vereins und wurde 2006 auch deutsche Sportlerin des Jahres.